# Casa de Charles W. Goodyear
La Casa Charles W. Goodyear está ubicada en 888 Delaware Avenue en Buffalo, Nueva York, parte del distrito histórico de Delaware Avenue, un distrito histórico designado por el gobierno federal que figura en el Registro Nacional de Lugares Históricos desde 1974. La casa Châteauesque fue diseñada por el destacado arquitecto de Buffalo Edward Green, del estudio de arquitectura de Buffalo Green & Wicks, y se completó en 1903 a un costo de $ 500,000 ( 16956000). La casa fue construida para Charles y Ella Goodyear. Goodyear fue fundador y director de varias empresas, incluidas Buffalo and Susquehanna Railroad, Great Southern Lumber Company y New Orleans Great Northern Railroad Company, así como director de Marine National Bank y General Railway Signal.

## Casa
Posee planta baja, primera y ático.

### Exterior

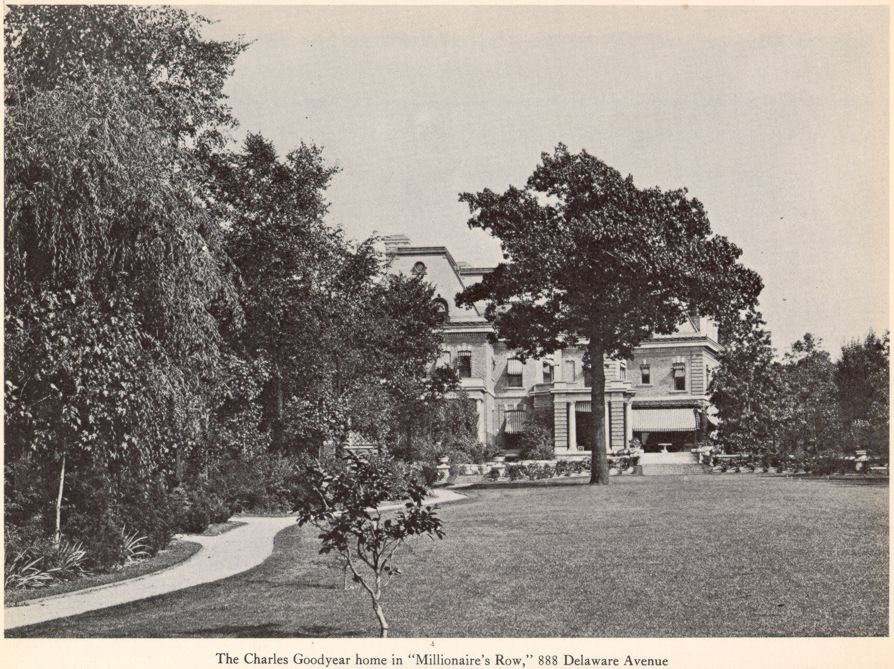
La casa de Charles W. Goodyear en 888 Delaware Avenue en Buffalo

Su exterior es de ladrillo revestido con piedra. El techo abuhardillado incluye una hilera de buhardillas con frontones en la parte superior con un motivo festoneado que corre a lo largo de la línea del techo sobre una cornisa dentada. La entrada principal se encuentra en el lado norte (derecho) , indicada por una gran entrada arqueada, bordeada a cada lado por urnas de piedra. La fachada este que da a Delaware Avenue tiene un porche de un piso con columnas, que luego fue tapiado.

### Interior

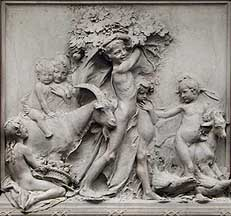
"Vida" de Karl Bitter

Los muros del salón principal están revestidos con brocado italiano rojo y con pilastras y molduras cóncavas de nogal americano tallado. Sobre el manto de la chimenea de mármol en el salón principal hay un relieve de mármol de seis pies, que pesa dos toneladas, llamado "Vida" por Karl Bitter. El relieve ganó la medalla de oro en la Exposición de San Luis de 1904 y está colocado sobre una base que se extiende hasta el sótano.
El comedor presenta paneles de madera con múltiples vidrieras, triglifos con guttae debajo en el friso y hojas de laurel encuadernadas talladas en el gabinete de la esquina con festones de latón y campanillas. En el momento en que los Goodyear vivían en la casa, el comedor estaba amueblado con una mesa, un aparador y 12 sillas de caoba maciza de Honduras, que supuestamente costó 7,000 $ (237000 de ahora) en 1903. El comedor está conectado con la sala de desayunos, la sala de palmeras y la logia que tiene una vista de los jardines y el césped más allá. La biblioteca y los pasillos también están cubiertos con nogal americano intrincadamente tallado.
Aunque solo tiene solo dos pisos y medio, tiene cinco niveles: sótano, planta baja, piso del primer dormitorio, piso del segundo dormitorio y ático. Una escalera de caracol con balaustrada de hierro forjado y pasamanos de roble serpentea a través de tres de los pisos, desde la planta baja hasta los pisos del segundo dormitorio. La casa se construyó con once dormitorios, cada uno con una chimenea de mármol y un baño de mármol contiguo, y un ascensor. Las habitaciones de la hija de Charles, la difunta Sra. Arnold B. Watson, presentaba una gran sala de estar cubierta con brocado azul claro y carpintería pintada con al menos 10 capas de esmalte marfil.

## Importancia

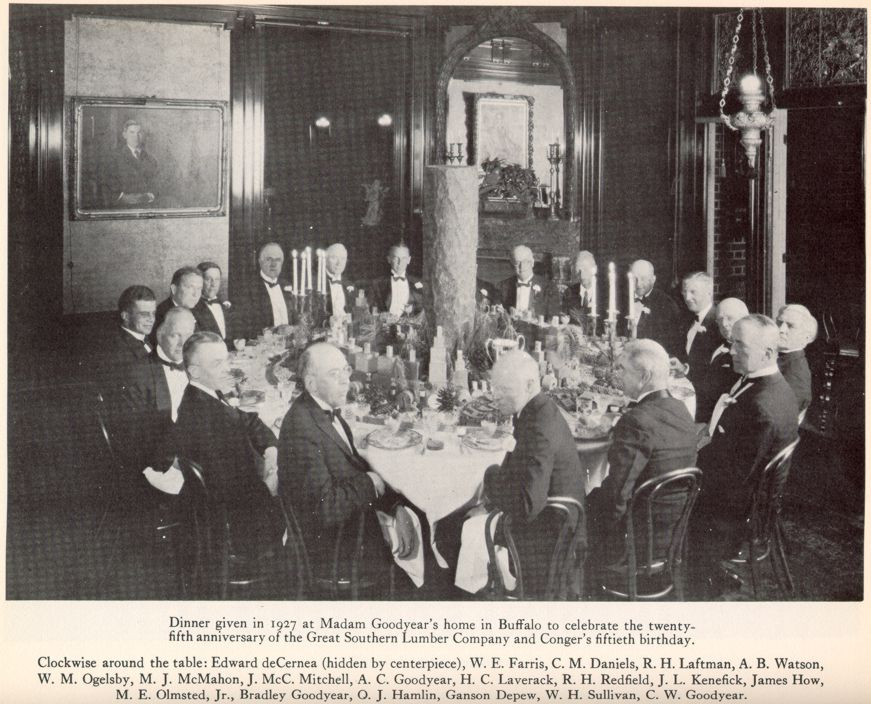
25 aniversario de Great Southern Lumber Company (y el quincuagésimo cumpleaños de Anson Goodyear) celebrado en la Cámara

En octubre de 1919, cuando el rey Alberto I de Bélgica, la reina Isabel de Baviera y su hijo, el príncipe Leopoldo, realizaron una visita oficial a los Estados Unidos, visitaron Buffalo. Durante su visita, fueron entretenidos como invitados de la esposa de Charles, Ella Portia Conger Goodyear en la Cámara.
Se encuentra en el distrito histórico de Delaware Avenue, un distrito histórico designado por el gobierno federal que figura en el Registro Nacional de Lugares Históricos desde 1974. El distrito histórico de dos cuadras de largo es solo una fracción de la antigua "fila de los millonarios" de la avenida Delaware.
En el manuscrito inédito de Anson Goodyear (el hijo de Charles W. Goodyear), escribió: "Delaware Avenue que importaba comenzaba en Niagara Square con la casa de Millard Fillmore y terminaba en Gates Circle ..." Estaba en el centro de este camino. Continuó diciendo:"La avenida Delaware de mis primeros días era la calle residencial campeona de los Estados Unidos. Más al oeste en Cleveland, Euclid Avenue tenía algunas pretensiones, pero no admitíamos una gran rivalidad. Los grandes olmos a lo largo del camino se alzaban sobre extensiones verdes de césped, algunas mansiones imponentes... y una camarilla de personajes curiosos".

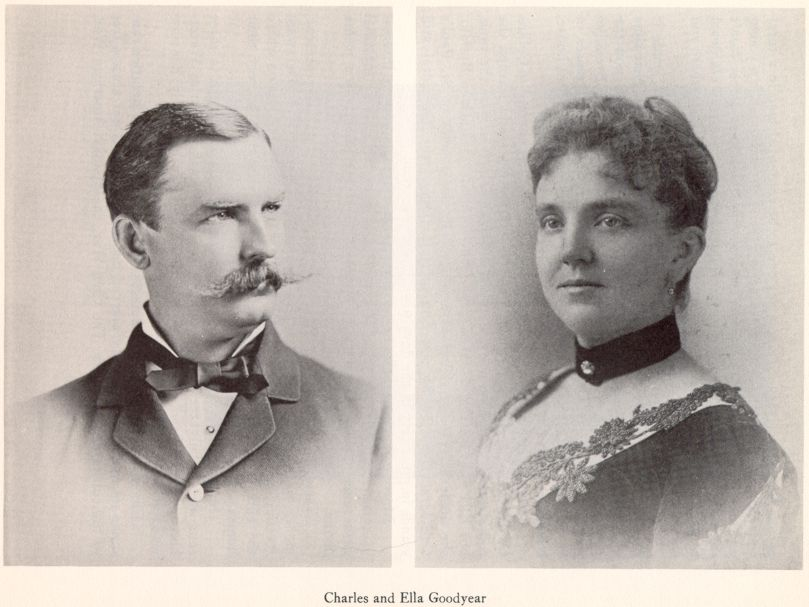
Charles y Ella Goodyear
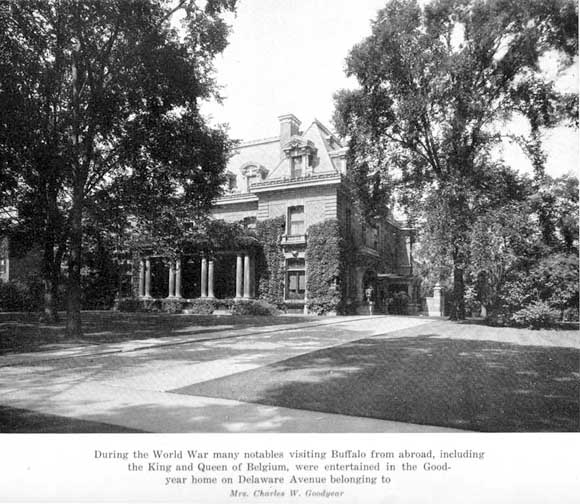
Elevación frontal (este)
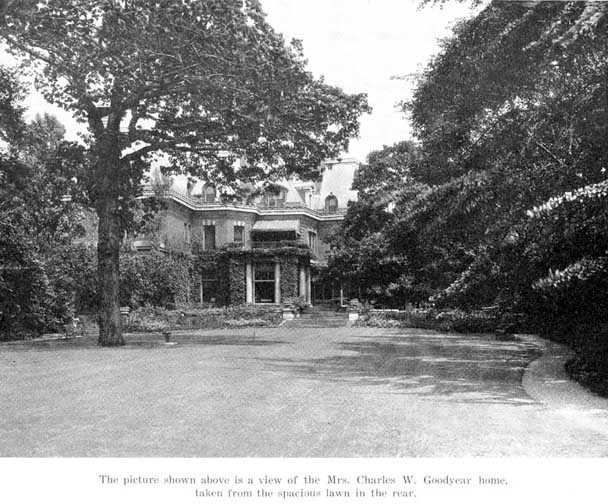
Elevación trasera (oeste)
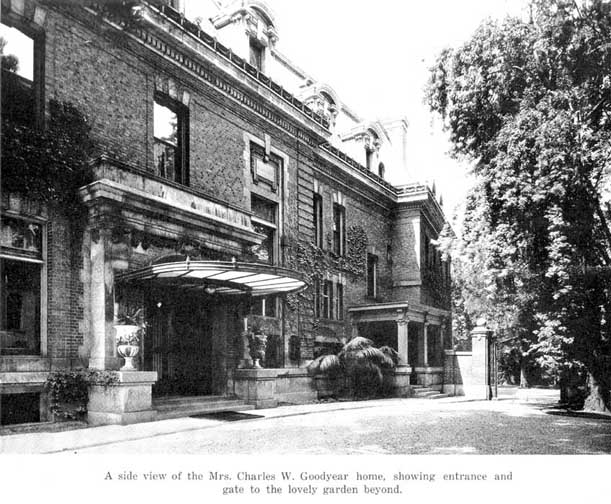
Entrada principal (norte)

## Anexos
Además de la casa principal, está la Cochera y un edificio  para albergar los hornos de carbón. Durante el invierno, la casa requería hasta una tonelada y media de carbón por día para generar suficiente calor. La central eléctrica está conectada a la casa por un túnel de cuatro pies de ancho.

## Propietarios posteriores

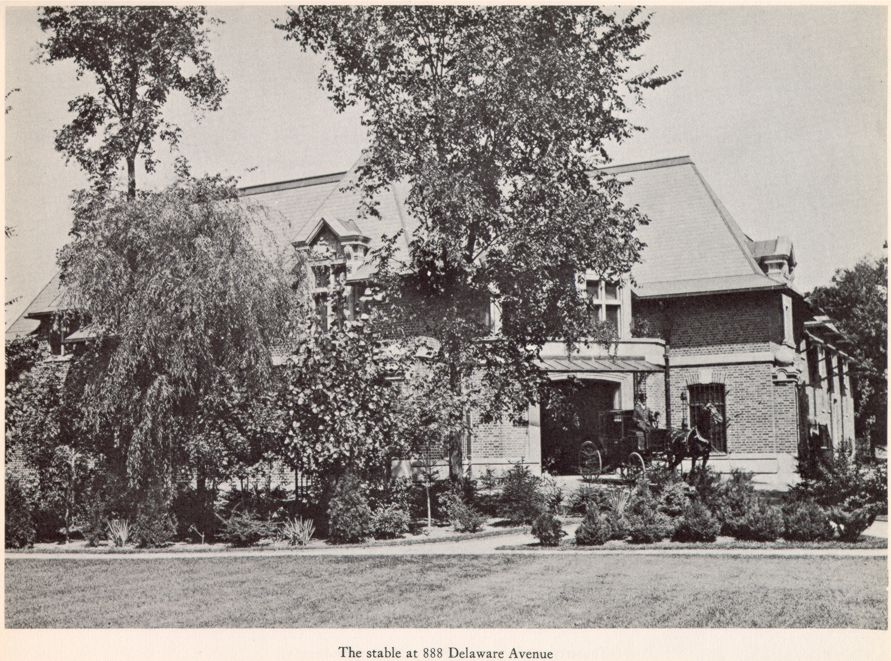
El establo en 888 Delaware Avenue en Buffalo

En 1940, poco después de la muerte de la Sra Goodyear, la mansión se vendió a la "Corporación de Servicios Hospitalarios y al plan médico de Western New York", también conocida como Blue Cross Corporation. En ese momento, se informó que "con la excepción de la cocina y las despensas y algunos de los tabiques de los dormitorios, la corporación hospitalaria no reformaria la casa".
En 1950, fue vendida a la Diócesis de Búfalo por $85,000 (1076000), momento en el que se convirtió en la "Escuela secundaria Bishop McMahon". Las habitaciones del primer piso que incluyen el den, la sala, el solárium, la sala de billar, el comedor, además de las 11 habitaciones, se convirtieron en aulas. Los dormitorios contiguos a los baños se convirtieron en vestuarios para los estudiantes y la cocina se convirtió en la sala de clases para los estudiantes de último año.
En 1988, se vendió nuevamente, esta vez al Hospital de Mujeres y Niños de Buffalo, administrado por Kaleida Health, para ser utilizada como el "Centro de Educación Robert B. Adam" como hogar de varios programas para niños, incluida una guardería. programa de primera infancia.
En 2005, se vendió en $875.000 (1365000), y hoy, vuelve a funcionar como escuela. La escuela actual, "Oracle Charter School", se formó bajo la visión de "crear una escuela secundaria pequeña, solidaria y preparatoria para la universidad" como una alternativa a las grandes escuelas secundarias públicas. Se sometió a un extenso trabajo de renovación, comenzando con una primera fase en 2005, financiada por una subvención de estímulo de $ 300,000 a través del "Instituto de escuelas autónomas", que incluyó 13 aulas, una cafetería, renovaciones en la biblioteca y el espacio del gimnasio / auditorio. Las fases adicionales se centraron en la renovación de otras cinco aulas, además de los laboratorios de ciencias, así como en la reintroducción de espacios verdes en el sitio. Oracle Charter School cerró en 2018 y se vendió una vez más. Está siendo renovado para ser un hotel boutique, pero el desarrollador abandonó su plan original para convertir la parte de la casa principal de la propiedad en un hotel boutique por el impacto de la pandemia de Covid-19 en el turismo.